# Joseph Blair
Joseph Blair (ur. 14 czerwca 1974 w Akron) – amerykański koszykarz, występujący na pozycjach silnego skrzydłowego lub środkowego, po zakończeniu kariery zawodniczej – trener koszykarski, obecnie asystent trenera Washington Wizards.
Wybrany w 1996 roku w drafcie NBA przez Seattle Supersonics w II rundzie z nr 6.
18 października 2020 objął stanowisko asystenta trenera Minnesoty Timberwolves. 10 sierpnia 2021 dołączył do sztabu trenerskiego Washington Wizards.

## Osiągnięcia

### Zawodnicze
Drużynowe
- - Zdobywca pucharu:
  - Turcji (2003, 2004)
  - Prezydenta Turcji (2003, 2004)

Indywidualne
- MVP Euroligi (2003)[3]
- Nominowany do zespołu dekady (2000–2010) Euroligi[4]
- Zaliczony do II składu Euroligi (2002)[3]
- Lider ligi włoskiej w zbiórkach (2000, 2002)
- 16. miejsce wśród średnio najlepiej zbierających w latach 2000–2010 w Eurolidze[3]
- 2. miejsce wśród największej liczby zbiórek w jednym meczu w latach 2000–2010[3]
- 3. miejsce wśród najlepszych rankingów w meczu w latach 2000–2010[3]

### Trenerskie
- Mistrz G-League (2019)